# فهرست قسمت‌های پوآرو
مجموعه تلویزیونی پوآرو (به انگلیسی: Agatha Christie's Poirot) شامل ۱۳ فصل و ۷۰ قسمت می‌باشد که مابین ۸ ژانویه ۱۹۸۹ تا ۱۳ نوامبر ۲۰۱۳ ساخته شده‌است.

## خلاصهٔ زمان پخش فصل‌های مختلف سریال
| فصل | قسمت‌ها | قسمت‌ها | تاریخ اصلی روی آنتن رفتن | تاریخ اصلی روی آنتن رفتن | میانگین بینندگان در بریتانیا (میلیون) |
| فصل | قسمت‌ها | قسمت‌ها | اولین بار                | آخرین بار                | میانگین بینندگان در بریتانیا (میلیون) |
| --- | ------ | ------ | ------------------------ | ------------------------ | ------------------------------------- |
| ۱   | ۱۰     | ۱۰     | ۸ ژانویه ۱۹۸۹            | ۱۹ مارس ۱۹۸۹             | TBA                                   |
| ۲   | ۹      | ۹      | ۷ ژانویه ۱۹۹۰            | ۴ مارس ۱۹۹۰              | TBA                                   |
| ۳   | ۱۱     | ۱۱     | ۱۶ سپتامبر ۱۹۹۰          | ۱۰ مارس ۱۹۹۱             | TBA                                   |
| ۴   | ۳      | ۳      | ۵ ژانویه ۱۹۹۲            | ۱۹ ژانویه ۱۹۹۲           | TBA                                   |
| ۵   | ۸      | ۸      | ۱۷ ژانویه ۱۹۹۳           | ۷ مارس ۱۹۹۳              | TBA                                   |
| ۶   | ۴      | ۴      | ۲۵ دسامبر ۱۹۹۴           | ۹ فوریه ۱۹۹۶             | TBA                                   |
| ۷   | ۲      | ۲      | ۲ ژانویه ۲۰۰۰            | ۱۹ فوریه ۲۰۰۰            | ۹٫۱۲                                  |
| ۸   | ۲      | ۲      | ۲۰ آوریل ۲۰۰۱            | ۸ ژوئیه ۲۰۰۱             | ۷٫۲۱                                  |
| ۹   | ۴      | ۴      | ۱۴ دسامبر ۲۰۰۳           | ۲۶ آوریل ۲۰۰۴            | ۷٫۲۷                                  |
| ۱۰  | ۴      | ۴      | ۱۱ دسامبر ۲۰۰۵           | ۲ آوریل ۲۰۰۶             | ۶٫۹۸                                  |
| ۱۱  | ۴      | ۴      | ۱ سپتامبر ۲۰۰۸           | ۲۲ سپتامبر ۲۰۰۸          | ۵٫۱۸                                  |
| ۱۲  | ۴      | ۴      | ۳۰ دسامبر ۲۰۰۹           | ۱۱ ژوئیه ۲۰۱۰            | ۵٫۱۲                                  |
| ۱۳  | ۵      | ۵      | ۹ ژوئن ۲۰۱۳              | ۱۳ نوامبر ۲۰۱۳           | ۵٫۵۳                                  |

## بازیگران
| بازیگر        | نقش             | سمت/پست                                       | فصل          | سال                      |
| ------------- | --------------- | --------------------------------------------- | ------------ | ------------------------ |
| دیوید سوشی    | هرکول پوآرو     | کارآگاه                                       | ۱–۱۳         | ۱۹۸۹–۲۰۱۳                |
| هیو فریزر     | آرتور هستینگز   | دستیار هرکول پوآرو و سروان سابق ارتش بریتانیا | ۱–۸، ۱۳      | ۱۹۸۹–۲۰۰۲، ۲۰۱۳          |
| فیلیپ جکسون   | سربازرس جیمز جَپ | سربازرس (فصل ۱–۸) معاون کمیسر (فصل ۱۳)        | ۱–۸، ۱۳      | ۱۹۸۹–۲۰۰۱، ۲۰۱۳          |
| پولین مورن    | فلیسیتی لمون    | منشی دفتر هرکول پوآرو                         | ۱–۳، ۵–۸، ۱۳ | ۱۹۸۹–۹۱، ۱۹۹۳–۲۰۰۱، ۲۰۱۳ |
| زوئی وانامیکر | آریادنی اولیور  | رمان‌نویس جنایی                                | ۱۰–۱۳        | ۲۰۰۶–۱۳                  |
| دیوید یلاند   | جُرج             | پیش‌خدمت                                       | ۱۰–۱۳        | ۲۰۰۶–۱۳                  |

## فصل ۱ (۱۹۸۹)
| - بریجیت فورسایت (در نقش ارنستین تاد) - درموت کرولی (در نقش آرتور سیمسون) - فردا داوی (در نقش الایزا دان) - فرانک وینسنت (در نقش متصدی بلیت) | - کیتی مورفی (در نقش آنی) - دنی وب (در نقش باربر) - ریچارد بب (در نقش آقای کامرون) - برایان پویسر (در نقش سخنران) | - آنتونی کاریک (در نقش آفای تاد) - فیلیپ مانیکوم (در نقش گروهبان) - جونا جونز (در نقش پاسبان) - نیکلاس کوپین (در نقش پاسبان) |

| - جولیت مول (در نقش جین پلندرلی) - جیمز فوکنر (در نقش سرگرد یوستس) - دیوید یلاند (در نقش چارلز لاورتون وست) - گابریل بلانت (در نقش خانم پیرس) | - جان کوردینگ (در نقش کارآگاه جیمسون) - بری کوکسون (در نقش دکتر برت) - کریستوفر براون (در نقش ورزشکار گلف) - باب برایان (در نقش متصدی بار) | - بسی رایت (در نقش خدمتکار) - نیکلاس دِلو (در نقش فردی) - مویا راسکین (در نقش خواننده) |

| - جولیا چیمبرز (در نقش اَیدا ویورلی) - پاتریک جردن (در نقش تردوِل) - پاتریک کونور (در نقش هیوز) - سامانتا بکینسیل (در نقش خدمهٔ بار) | - دومینیک روژیه (در نقش جانی ویورلی) - جافری بیتمن (در نقش مارکوس ویورلی) - کارول فریزر (در نقش جسی ویذر) - ساندرا فریمن (در نقش دوشیزه کالینز) | - رابرت پات (در نقش راجرز) - فیلیپ مانیکوم (در نقش گروهبان) - جونا جونز (در نقش پاسبان) - جاناتان ماگناتی (در نقش مأمور پلیس) |

| - ریچارد هاوارد (در نقش جرج لوریمر) - کلیفورد رز (در نقش پیتر مکینسون) - تونی آیتکن (در نقش تامی پینر) - فیلیپ لوک (در نقش کاتر) - هیلاری میسون (در نقش خانم هیل) - شریل هال (در نقش مالی) | - جان سشنز (در نقش صدای رادیویی) - اندرو مکینتاش (در نقش دکتر) - سو الیوت (در نقش ادیث) - جان باردون (در نقش خدمهٔ دستشویی) - هالی دی جانگ (در نقش دولسی لین) - جافری لاردر (در نقش هری کلارک) | - دنیس هوثورن (در نقش هنری بانینگتون) - مارجی لارنس (در نقش ایرن مالن) - چارلز پمبرتون (در نقش دلقک) - پیتر وادینگتون (در نقش پزشک قانونی) - گای اِستنندیون (در نقش کشیش محلی) - استیون پراسلین (در نقش نوازندهٔ پیانو) |

| - سوزان بردن (در نقش پاتریشیا متیوز) - جوسی لاورنس (در نقش ارنستین گرانت) - جان گولایتلی (در نقش رفتگر) - گیلیان بیلی (در نقش خانم سدلر) - نورمن لامسدن (در نقش کشیش محلی) | - رابرت هاینس (در نقش جیمی فالکنر) - آماندا الویس (در نقش میلدرید هوپ) - نیکلاس پریچارد (در نقش داناوان بـِیلی) - جیمز اِیدن (در نقش سرگرد سدلر) - پیتر آبری (در نقش رفتگر) | - جونا جونز (در نقش پاسبان) - جُرج لیتل (در نقش دیکر) - هلنا مک‌کارتی (در نقش صاحب دکهٔ قهوه‌فروشی) - اَلن پارتینگتون (در نقش سربازرس فلینت) - سوزان پورِت (در نقش تراتر) |

| - آنی لمبرت (در نقش والنتین چنتری) - آنجلا داون (در نقش مارجری گلد) - جان کارت‌رایت (در نقش فرمانده چنتری) - پیتر ستلن (در نقش داگلاس گلد) - فرانسیس لو (در نقش پاملا لایل) - تیموتی کایتلی (در نقش سرگرد بارنز) | - دیمیتری آندراس (در نقش صندوق‌دار یونانی) - آنتونی بنسون (در نقش اسکلتون) - آل فیورنتینی (در نقش کارآگاه پلیس) - استیون گراسیو (در نقش پلیس ایتالیایی) - یانیس هاتزیانیس (در نقش بلیت‌فروش) - تیلماخوس امانوئل (در نقش مأمور گمرک) | - جورجیا درویس (در نقش دختر یونانی) - جُرج لیتل (در نقش مرد چانه‌زن) - پاتریک مونکتون (در نقش مدیر هتل) - سوفیا اُلیمپیو (در نقش زن نیکوکار) - مارتین ویتبی (در نقش پست‌چی) |

| - جان نورمینگتون (در نقش سرهنگ کلاپرتون) - شیلا آلن (در نقش آدلین کلاپرتون) - بن آریس (در نقش سروان فاولر) - جافری بیورز (در نقش آقای تالیور) - کارولین جان (در نقش خانم تالیور) - راجر هیوم (در نقش ژنرال فوربز) | - آن فیربنک (در نقش الی هندرسون) - ویکتوریا هاستد (در نقش پاملا کریگان) - ملیسا گرین‌وود (در نقش کیتی مونی) - دوروتا فیلیپس (در نقش کِلی مورگان) - شری شپستون (در نقش امیلی مورگان) - لوئیسا جینز (در نقش ایسمینی) | - جک چیسیک (در نقش بیتس) - کالین هیگینس (در نقش چرم‌ساز) - یورگوس کوتانیدیس (در نقش عکاس) - پانایوتیس کالدیس (در نقش دوره‌گرد ۱) - استاتیس ماروپولوس (در نقش دوره‌گرد ۲) - جیمز آتاوی (در نقش آقای راسل) |

| - جان کارسون (در نقش سِـر جُرج کارینگتون) - فیلیدا لاو (در نقش لیدی کارینگتون) - کارمن دو ساتوی (در نقش خانم واندرلین) | - کیران مَدن (در نقش لیدی می‌فیلد) - جان استراید (در نقش تامی می‌فیلد) - آلبرت ولینگ (در نقش کارلایل) | - دن هیلدبرند (در نقش راننده) - گوی اسکنتل‌بری (در نقش رجی کارینگتون) - فیلیپ مانیکوم (در نقش گروهبان) |

| - جاناتان کوی (در نقش بانی ساندرز) - نیوْ کیوسَک (در نقش والری سنت‌کلر) - گان گِـرِینجر (در نقش رالف والتون) - اَوریل اِلگار (در نقش خانم اوگلندر) - شان پرتوی (در نقش رانی اوگلندر) - دیوید سوئیفت (در نقش هنری ریدبرن) | - ابیگیل کروتندن (در نقش جرالدین اوگلندر) - جک کِـلَف (در نقش شاهزاده پُل) - کتی مورفی (در نقش خدمتکار) - مارک کالویک (در نقش مرد جوان) | - واس اندرسون (در نقش فرامپتون) - جفری هارمر (در نقش دستیار کارگردان) - استوارت سنت پل (در نقش بدل‌کار) - رُزی تیمسون (در نقش پوشیزه دلوی) |

| - جولی ریچاردسون (در نقش جوآنا فارلی) - مِری تـَم (در نقش لوئیس فارلی) - آلن هاوارد (در نقش بندیکت فارلی) - آلن هاوارد (در نقش هوگو کورن‌ورثی) - ریچارد بب (در نقش صدای گویندهٔ روزنامه) | - دونالد بیسِـت (در نقش شهردار) - کریستوفر گانینگ (در نقش رهبر گروه موسیقی) - آرتور هاول (در نقش مربی شمشیربازی) - پل لاکو (در نقش دکتر جان استیلینگ‌فیت) - جرج لیتل (در نقش آقای دیکر) | - نویل فیلیپس (در نقش هُلمز) - کریستوفر سال (در نقش آقای ترملت) - فرد براینت (در نقش کارگر) - مارتین ونر (در نقش هربرت چادلی) - تامی رایت (در نقش کارگر) |

## فصل ۲ (۱۹۹۰)
| - پالی واکر (در نقش نیک باکلی) - کارول مک‌ریدی (در نقش میلدرید کرافت) - جفری پری (در نقش برت کرافت) - جنی فانل (در نقش پرستار اَندروز) - گادفری جیمز (در نقش کارآگاه) - جان هاردینگ (در نقش فرمانده جرج چلنجر) | - آلیسون استرلینگ (در نقش فردریکا رایس) - پل جفری (در نقش جیم لازاروس) - کریستفور باینز (در نقش چارلز وایس) - ماری کانینگهام (در نقش اِلِـن ویلسون) - جفری گرینهیل (در نقش ویلسون) - جو بیتز (در نقش آلفرد ویلسون) | - الیزابت داونس (در نقش مگی باکلی) - جان کروکر (در نقش دکتر گراهام) - جین پاتون (در نقش متصدی پذیرش هتل) - فرگوس مک‌لارنون (در نقش هود) - جنیس کرامر (در نقش خدمتکار) - ادوارد پینر (در نقش پادو) |

| - فرانسس باربر (در نقش لیدی میلیسنت کَـسِـل-وان) - کارول هایمن (در نقش خانم گادبر) - لوید مک‌گوایر (در نقش نگهبان موزه) | - ترنس هاروی (در نقش آقای لاوینگتون) - تونی استفنز (در نقش گروهبان) - دان ویلیامز (در نقش پاسبان) | - پیتر گدیس (در نقش نگهبان موزه) - ارکستر بادی بریتانیا (در نقش ارکستر بادی) |

| - آنتونی بیت (در نقش لُرد پیرسون) - جیمز ساکسون (در نقش رجی دایر) - کالین استینتن (در نقش چارلز لستر) - ریچارد آلبرت (در نقش کارند سالن انتظار) - جولیان فیرت (در نقش صندوق‌دار بانک) - اوزی یو (در نقش مدیر رستوران) | - کریس واکر (در نقش مأمور اول) - هی چینگ (در نقش چو فانگ) - باربارا بارنز (در نقش خانم لستر) - گلوریا کونل (در نقش دوشیزه دِوِنیش) - جان کوردینگ (در نقش گروهبان جیمسون) | - وینسنت وانگ (در نقش مرد چینی) - جو فریزر (در نقش مأمور اول) - داریل وان (در نقش نجیب‌زادهٔ شرقی) - سوزان لئونگ (در نقش روسپی چینی) - پیتر بارنز (در نقش ویلکینس) |

| - کلوئی سالامن (در نقش فردا استنتون) - جو بولر (در نقش جیکوب راندور) - جروم ویلیس (در نقش ادوارد پنگلی) - آماندا واکر (در نقش آلیس پنگلی) - تیلی واسبرگ (در نقش جسی دالیش) | - درک بنفیلد (در نقش دکتر آدامز) - جان رو (در نقش دادشتان) - ریچارد براین (در نقش آقای نیوسام) - لورا گیرلینگ (در نقش ادوینا مارکس) - هیو مانرو (در نقش قاضی) | - ادوین دی (در نقش خانم صاحبخانه) - گراهان کالان (در نقش وکیل) - هیو سولیوان (در نقش کشیش محلی) - جاناتان والی (در نقش پلیس) |

| - مل مارتین (در نقش شارلوت داوِن‌هایم) - کنت کولی (در نقش مَتیو داوِن‌هایم) - ریچارد بیل (در نقش مِـریت) - باب مِـیسون (در نقش گروهبان) | - پت پیج (در نقش شعبده‌باز) - تونی متیوز (در نقش جرالد لووِن) - فیونا مک‌آرتور (در نقش خدمتکار) - پیتر دوران (در نقش پلیس) | - جانتی میلر (در نقش مکانیک) - مالکولم مودی (در نقش مهندس ارشد) - استوارت هاروود (در نقش تحویل‌دهندهٔ طوطی) |

| - السپت گری (در نقش الیزابت پن) - کارولین میلمو (در نقش مری دورانت) - جفری پری (در نقش متصدی پذیرش هتل) - هَری گودیر (در نقش بیلی آرک‌رایت) - مایکل جی. شنون (در نقش جی. بیکر وود) - آدام کوتز (در نقش نورتون کِـین) | - آماندا گاروود (در نقش لیدی آماندا مندرلی) - دیوید هارگریوز (در نقش گروهبان وینی) - جرالد هوران (در نقش پاسبان فلگ) - میراندا فوربز (در نقش زن صاحبخانه) - جرج لیتل (در نقش معامله‌گر) | - پل گابریل (در نقش نمایندهٔ اسپیدی تورز) - اَن اسمال (در نقش نوازندهٔ پیانو) - جک ویلیمز (در نقش بچه تخس ۲) - ند ویلیامز (در نقش بچه تخس ۱) |

| - سامانتا باند (در نقش استلا رابینسون) - جان میچی (در نقش جیمز رابینسون) - ویلیام هوتکینز (در نقش مآمور اف‌بی‌آی برت) - نایجل ویتمی (در نقش لوئیجی والدارنو) | - پیتر هاول (در نقش آقای پل) - گوردون وارمبی (در نقش مأمور سوابق) - جنیفر لاندور (در نقش کارلا رومرو) - ایاان پرایس (در نقش تدی پارکر) | - نیک مالونی (در نقش برنی کُل) - جما چرچیل (در نقش السی) - آنتونی پدلی (در نقش آدمکش مافیا) - لوک هِیدن (در نقش شوهر رومزو) |

| - پاتریک گادفری (در نقش لُرد استیر) - رونالد هاینس (در نقش سِـر برنارد داج) - دیوید هوروویچ (در نقش فرمانده دانیلز) - لیسا هارو (در نقش ایموژن دانیلز) - روی هدر (در نقش سرپرست حمل و نقل) | - مایلو اسپربر (در نقش آقای فینگلر) - آنتونی چین (در نقش شی مونگ) - جک الیوت (در نقش جان ایگِـن) - سَم کلیفتون (در نقش بچه شیطان خیابانی) - دانیل جان (در نقش بچه شیطان خیابانی) | - الیور بیمیش (در نقش گروهبان هاپر) - کیت بینچی (در نقش صاحبخانهٔ ایگِـن) - تیموتی کلاک (در نقش سرگرد نورمن) - هنری ماکسون (در نقش نخست وزیر مک‌آدام) |

| - کارولین گودال (در نقش لیدی یاردلی) - رزالیند بنت (در نقش مری مارول) - الیور کاتن (در نقش گرگوری رولف) - استران راجر (در نقش هنریک وان براکس) | - استیون هنکاک (در نقش مالینگز) - بروس مانتگیو (در نقش آقای هوف‌برگ) - ایان کالیر (در نقش گروهبان) - بیل توماس (در نقش مهماندار) | - اَلیستر کامرون (در نقش لُرد یاردلی) - بری وولگار (در نقش کارآگاه دوگال) - جولین گارت‌ساید (در نقش متصدی پذیرش هتل) |

## فصل ۳ (۱۹۹۲–۱۹۹۰)
| - جیلین بارج (در نقش خانم امیلی اینگل‌تروپ) - مایکل کرانین (در نقش آلفرد اینگل‌تروپ) - بیتی ادنی (در نقش مری کاوندیش) - دیوید رینتول (در نقش جان کاوندیش) - آنتونی کاف (در نقش لارنس کاوندیش) - جوانا مک‌کالوم (در نقش اِولین هاوارد) - اَلی اسیری (در نقش سینتیا مِرداک) - موریس پری (در نقش ولس) - تیم پریس (در نقش فیلیپس) | - برایان کلمن (در نقش کشیش محلی) - مایکل دی. رابرتس (در نقش تیندرمنس) - مایکل گادلی (در نقش دکتر ویلکینس) - پنلوپه بیمونت (در نقش خانم رِیکس) - لالا لوید (در نقش دورکاس) - دونالد پلمیر (در نقش قاضی) - تیم مونرو (در نقش ادوین مِیس) - دیوید ساویل (در نقش سامرهِـی) | - اریک استوول (در نقش داروساز) - کارولین سوئیفت (در نقش پرستار) - مرلینا کندال (در نقش خانم دینتی) - کن رابرتسون (در نقش افسر ارتش) - رابرت واولس (در نقش رانندهٔ اتومبیل کرایه) - گوردون دولیو (در نقش کارمند دادگاه) - جفری رابرتس (در نقش سرپرست هیئت منصفه) - دیوید مایکلز (در نقش سرباز) |

| - کاترین راسل (در نقش کاترینا رایگر) - مارجری میسن (در نقش آملیا باروبی) - آن استالیبراس (در نقش مری دلافونتین) - تیم ویلتون (در نقش هنری دلافونتین) | - پیتر برچ (در نقش نیکلای) - جان روگن (در نقش آسیب‌شناس) - جان بورجس (در نقش آقای هریسون) - تِـرِور داربی (در نقش آقای ترامپر) | - دورکاس مورگان (در نقش لوسی) - رالف نوسک (در نقش دکتر سیمس) - استیون پچر (در نقش عکاس) - فیلیپ پریگر (در نقش پاسبان) |

| - ایوان هوپر (در نقش آقای واواسور) - دیوید کیلتر (در نقش آقای شا) - الیور پارکر (در نقش فیلیو ریج‌وی) - ناتالی اوگل (در نقش اسمی دالگلیش) - پل یانگ (در نقش آقای مک‌نیل) | - دالاس آدامز (در نقش هود) - ریچارد بب (در نقش خواننده خبر روزنامه) - رابین هانتر (در نقش مأمور پلیس) - لیزی مک‌اینرنی (در نقش پرستار لانگ) - لیزی مک‌اینرنی (در نقش میراندا بروکس) | - ادوارد فیلیپس (در نقش گل‌فروش) - کیران جکینیس (در نقش تام فرانکلین) - جاناتان استرات (در نقش مسافر اسپی‌وی) - کریستوفر اوون (در نقش رئیس صندوق‌دار) |

| - جولین وادهام (در نقش روپرت کارینگتون) - شیلا مک‌لاود (در نقش فلورنس کارینگتون) - ماریون بیلی (در نقش جین میسون) - جان استون (در نقش گوردون هالیدی) - کنث هی (در نقش آقای مک‌کنزی) - استیون مکینتاش (در نقش روزنامه‌فروش) | - جان اَبوت (در نقش کارآگاه) - آلفردو میکلسون (در نقش آرمان دو لا روشفور) - لیان ایگلس (در نقش رئیس بانک) - دانکن فابر (در نقش باربر) | - رابرت لوکه (در نقش افسر نیروی دریایی) - نایجل میکین (در نقش متصدی پذیرش) - استیون ریدل (در نقش متصدی بار) - ریچارد ونستون (در نقش گروهبان) - آدریان مک‌لافلین (در نقش مأمور ایستگاه) |

| - مارتین ترنر (در نقش جان هریسون) - پیتر کاپالدی (در نقش کلود لانگتون) - جان باسوال (در نقش دکتر بلودیر) | - هیلاری تیندال (در نقش کومر در سالن مد) - سرنا اسکات توماس (در نقش دختر مدل) | - ملانی جساپ (در نقش مالی دین) - کیت لین اوانس (در نقش خانم هندرسون) - جولیان فورسایت (در نقش پیش‌خدمت) |

| - دزموند باریت (در نقش ساموئل ناتون) - ایان مک‌کالک (در نقش جاناتان مالتریورس) - الستر دانکن (در نقش سروان بلک) - ادوارد جوسبری (در نقش دکتر برنارد) | - رالف واتسون (در نقش دانورس) - ریچارد بب (در نقش خوانندهٔ خبر روزنامه) - پت کین (در نقش سازمان دهنده دفاع مدنی) - دیوید لوید (در نقش بازیدکننده موزه) | - آنیتا کری (در نقش خانم رالینسون) - جرالدین الکساندر (در نقش سوزان مالتریورس) - هیلاری سستا (در نقش منشی دکتر) - جافری سوان (در نقش گروهبان پلیس) |

| - کیکا مارکهام (در نقش کنتس ورا روساکُف) - شارمین می (در نقش لیدی بئاتریس ران‌کورن) - دیوید بامبر (در نقش برنارد پارکر) | - دیوید لاین (در نقش مارکوس هاردمن) - نیکلاس سلبی (در نقش آقای جانستون) - مریل دیکینسون (در نقش کاترین برد) - مارک فلچر (در نقش پاسبان) - ویلیام آزبورن (در نقش متصدی پذیرش) | - ویلیام چاپ (در نقش بلیک) - کایکل پکر (در نقش ردفرن) - ریچارد رایان (در نقش باربر) - ییتکین سیو (در نقش ناکورا) |

| - ملکوم سینکلیر (در نقش ادوارد کلیتون) - کارولین لنگریش (در نقش مارگاریت کلیتون) - پیپ تورنس (در نقش سرگرد ریچ) - جان مک‌انری (در نقش سرهنگ کورتیس) - کاترین بات (در نقش گیلدا) - پیتر کاپلی (در نقش بورگوین) | - جان نوبل (در نقش دلقک) - متین ینال (در نقش داور) - آنتونیا پمبرتون (در نقش لیدی چترتون) - کلم دیویس (در نقش گزارش‌گر) - راجر کمپ (در نقش پزشک) - کریستوفر لَم (در نقش رقاص مهمانی) | - اندی مالیگن(در نقش گزارش‌گر) - ریچارت کاوت (در نقش افسر جوان) - ادوارد کیلتون (در نقش رز) - سَم اسمارت (در نقش اسمیتی) - ملیسا ویلسون (در نقش خدمتکار) - ویکتوریا اسکاربرو (در نقش رقاص مهمانی) |

| - استفانی کل (در نقش خانم لِیسی) - فردریک تریوز (در نقش سرهنگ لِیسی) - هلنا میچل (در نقش سارا لِیسی) - رابین مور (در نقش گلوریا لی-وورتلی) - رابین مور (در نقش آیرس موفت) - جاناتان اسکات (در نقش کالین) - ایان رَتری (در نقش سرپیشخدمت) | - گوردون رید (در نقش آقای دوپری) - نایجل لو وایان (در نقش دزموند لی-وورتلی) - طارق علیبای (در نقش شاهزاده فاروق) - ادوارد هلمز (در نقش مایکل) - دیوید هووی (در نقش جسموند) - جان دانبار (در نقش پوریل) | - پیتر آلدوین (در نقش دوربریج) - جان ورنان (در نقش دیوید ولوین) - کریستیفور لیور (در نقش پارسلو) - سوزان فیلد (در نقش خانم راس) - شیوان گراهی (در نقش آنی بیتس) - آلسیا گویتر (در نقش بریجیت) - جیمز تیلور (در نقش پیشخدمت) |

| - ناتانیل پارکر (در نقش کریس دیویدسون) - هیدن گوین (در نقش کوکو کورتنی) - اَندرو برت (در نقش جیمز آکرلی) - چارلز کالینگ‌وود (در نقش گویندهٔ بی‌بی‌سی) | - مارک کراودی (در نقش ویکُنت کران‌شا) - ناتالی اسلیتر (در نقش خانم دیویدسون) - کیت هارپر (در نقش خانم مالابی) - دیوید هنری (در نقش یوستس بلتین) | - برایان میچل (در نقش هنرپیشهٔ دوم) - برایان متسون (در نقش سرپیشخدمت) - سارا کراودن (در نقش متصدی پذیرش) |

| - برنارد هورسفال (در نقش هرینگتون پیس) - جیم نورتون (در نقش راجز هاورینگ) - دنیس الکساندر (در نقش خانم میدلتون) - روی بوید (در نقش جک استودارد) | - ویکتوریا اَلکاک (در نقش اِلی) - ریموند تریکت (در نقش پاسبان کوک) - دایانا کِـنت (در نقش زوئی هاورینگ) - دایانا کِـنت (در نقش خانم میدلتون) | - شان سیمور (در نقش آرچی هاورینگ) - آرتور وای‌براو (در نقش آقای آنستراتر) - کریستوفر اسکولار (در نقش گروهبان فورگان) - کلیر-تراورس دیکن (در نقش جون) |

## فصل ۴ (۱۹۹۲)
| - دونالد سامپتر (در نقش الکساندر بناپارت کاست) - نیکلاس فارل (در نقش دونالد فریزر) - پیپا گارد (در نقش مگان بارنارد) - کاترین بردشا (در نقش مری دروور) - دونالد داگلاس (در نقش فرانگلین کلارک) - میشائیل ملینر (در نقش فرانتس آشر) - پیتر پنری-جونز (در نقش سربازرس کارتر) - جرمی هاک (در نقش دِوریل) | - دیوید مک‌آلیستر (در نقش سربازرس گلن) - پت گورمن (در نقش گروهبان پذیرش) - گوردون سالکیلد (در نقش دربان) - نینا مارک (در نقش ثورا گری) - ویوین بورجس (در نقش لیدی کلارک) - آن وینزور (در نقش دوشیزه مریون) - میراندا فوربز (در نقش خانم تورتون) - لوسیندا کرتیس (در نقش خانم ماربوری) - اَلن میچل (در نقش دکتر کِـر) - کمبل گراهام (در نقش خانم داونز) | - نورمن مک‌دانلد (در نقش آقای استرنج) - جان برسلین (در نقش آقای بارنارد) - فیلیو آنتونی (در نقش دکتر) - کلیفورد میلنر (در نقش پاسبان) - کلود کلوز (در نقش گروهبان دانکستر) - اَلکس کینت (در نقش گروهبان آندوور) - دیوید فاکس (در نقش گروهبان اسکاتلند یارد) - جین بردسال (در نقش پرستار) - اندرو ویلیامسون (در نقش مرد در کتابخانه) |

| - کاترین هریسون (در نقش لیدی سیسیلی هاربری) - ایو پیرس (در نقش مادام ماری جیزل) - جنی دانهام (در نقش اَن جیزل) - سارا وودوارد (در نقش جین گِری) - شان اسکات (در نقش نورمن گِیل) - آماندا رویل (در نقش ونیشا کِـر) - جرج روسی (در نقش آقای زروپولوس) | - ایو اوبر (در نقش کارمند خط هوایی) - هانا ماریا پراودا (در نقش سرایدار) - هری آدلی (در نقش ریموند باراکلاف) - راجر هیتکاک (در نقش دانیل کلنسی) - گای مَـنینگ (در نقش ژان دوپون) - ریچارد ایرسون (در نقش سربازرس فورنیه) - دیوید فرث (در نقش لرد هوربری) | - نیک مرسر (در نقش پاسبان رابرتس) - جان بلیس‌دیل (در نقش میچل) - گابریل لوید (در نقش السی گراندیه) - راسل ریچاردسون (در نقش سردفتر فرانسوی) - ریموند سویر (در نقش کارمند هتل) - هیلاری واترز (در نقش متصدی پذیرش) |

| - لارنس هارینگتون (در نقش دکتر هنری مورلی) - پیتر بلایت (در نقش الیستر بلانت) - جوانا فیلیپس-لین (در نقش گردا گرنت) - کریستوفر اکلستون (در نقش فرانک کارتر) - گئورگ مالیکیان (در نقش آقای اَمبریوتیس) - سارا استیوارت (در نقش جین اولیورا) - روزالیند نایت (در نقش جورجینا مورلی) - جوانا فیلیپس-لین (در نقش هلن مونترسور) - بروس الکساندر (در نقش آلبرت چپمن) - جرج ویرینگ (در نقش پزشک قانونی ۱) - جان وارنر (در نقش پزشک قانونی ۲) - کارولین کولهون (در نقش مِـیبل سینتس‌بری-سیل) | - هلن هورتون (در نقش جولیا اولیورا) - کرن گلندهیل (در نقش گلیدیس نویل) - تریلبی جیمز (در نقش اگنس فلچر) - مری هیلی (در نقش بریل چپمن) - الیور بردشا (در نقش آقای هندری) - جین اِینزلی (در نقش اَلیسون هندری) - جو گرکو (در نقش آلفرد بیگز) - تام دورهام (در نقش لایونل آرنهولت) - دیوید ب.لز (در نقش گروهبان اِوانس) - بن بیزل (در نقش گروهبان بدوس) - جان کارلین (در نقش دکتر بنت) - داون کیلر (در نقش خانم پاینر) - نایجل بلیرز (در نقش آقای لتران) | - جان وارنر (در نقش پزشک قانونی) - استیون برد (در نقش پادو) - مارک هیل (در نقش پاسبان) - کاساندرا هالیدی (در نقش متصدی پذیرش) - نیکلاس بروک (در نقش پیشخدمت) - آیلین ماچیه‌فسکا (در نقش خانم مدیر) - کریس اسپایسر (در نقش کلودیو) - اَلن پن (در نقش آنتونیو) - گای الیور-واتس (در نقش بندیک) - جان پیترز (در نقش گروهبان) - کیث وودهام (در نقش کارمند) - اما گری (در نقش دختری که لی‌لی بازی می‌کند) - جولی اسمیت (در نقش دختری که لی‌لی بازی می‌کند) |

## فصل ۵ (۱۹۹۳)
| - بیل بـِیلی (در نقش فلیکس بلایبنر) - پال برچرد (در نقش روپرت بلایبنر) - رالف ساکسون (در نقش دکتر رابرت ایمس) - آنا کراپر (در نقش لیدی ویلارد) | - رابرت ویزدم (در نقش پیشخدمت) - الیویه پی‌یر (در نقش دکتر هنری اشنایدر) - پیتر ریوز (در نقش دکتر جان ویلارد) - سایمون کاول-پارکر (در نقش نایجل هرپر) | - جان استریکلند (در نقش دکتر لئونارد فاس‌ول) - گرانت تاچر (در نقش سِـر گای ویلارد) - مظفر شفیعی (در نقش حسن) |

| - دنیس لیل (در نقش سِـر روبن اَستوِل) - آن بل (در نقش لیدی اَستوِل) - ایدی الن (در نقش لی‌لی) - جانی فیلیپس (بازیگر) (در نقش چارلز) | - ایان گلدر (در نقش ویکتور اَستوِل) - بیل والیس (در نقش هوراس ترفوسیس) - لوسی دیویدسون (در نقش گلیدیس) - جان اِویتس (در نقش پارسونز) | - اَندرو سیر (در نقش هامفری نیلور) - مایکل وان (در نقش گروهبان) - چارلز آرمسترانگ (در نقش متصدی پذیرش) |

| - دیوید تراتون (در نقش بارون راسل) - جرالدین سامرویل (در نقش پائولین وتربی) - استفان گریف (در نقش ژنرال پریرا) - دوریان هیلی (در نقش آنتونی چپل) | - یولاندا باسْـکِـس (در نقش لولا والدز) - لئونارد مگوایر (در نقش آقای گروو) - جوزف لانگ (در نقش لوئیجی) - کارول کنیون (در نقش خواننده) | - رابین مک‌کافری (در نقش آیریس راسل) - هیو راس (در نقش استیون کارتر) - تریسی میلر (در نقش خواننده) - آرتور ونگاس (در نقش متصدی پذیرش هتل) |

| - مارک کینگستون (در نقش اَندرو مارش) - بث گدارد (در نقش وایولت ویلسون) - ادوارد آترتون (در نقش رابرت سیداوی) - رووینا کوپر (در نقش سارا سیداوی) | - ترنس هاردیمن (در نقش جان سیداوی) - نیل استوک (در نقش پیتر بیکر) - جان لوریمور (در نقش والتر سیداوی) - ریچارد دوردن (در نقش دکتر پریچارد) | - گیلیان هانا (در نقش مارگارت بیکر) - سوزان تریسی (در نقش فیلیدا کمپیون) - استیون آکسلی (در نقش پزشک) |

| - دیوید نیل (در نقش برونو ویتسینی) - وینسنت ریوتا (در نقش ماریو آسکانیو) - جنت لیس پرایس (در نقش دوشیزه رایدر) - آرتور کاکس (در نقش دکتر هاکر) - دیوید وری (در نقش سرآشپز) - ویتوریو آماندولا (در نقش منشی ۱) | - سیدنی کین (در نقش کنت فوسکاتینی) - لئونارد پرستون (در نقش آقای ادوین گریوز) - آنا ماتسوتی (در نقش مارگاریتا فابری) - مایکل تیودور بارنز (در نقش همسایه) - بن بازل (در نقش گروهبان بدوس) | - سارا کین (در نقش ساقدوش عروس ۱) - ویکتوریا کین (در نقش ساقدوش عروس ۲) - آلبرتو جانلی (در نقش داریدا) - دیوید ویلوبی (در نقش جوانک) - بری ویلمور (در نقش مدیر) |

| - آنا چنسلر (در نقش ویرجینی مسنارد) - لوسی چوهو (در نقش ماریان درولار) - جیمز کومس (در نقش پل درولار) - رزالی کراچلی (در نقش مادام درولار) - دیوید دی کایسر (در نقش گَستون بوژو) | - جافری وایت‌هد (در نقش زاویه سن آلار) - مارک ایدن (در نقش قصاب) - پرستون لاک‌وود (در نقش فرانسوا) - جاناتان هکت (در نقش کلود شانتالیه) - جاناتان بارلو (در نقش ژان-لویی فرو) | - مایکل بینت (در نقش پزشک قانونی) - لیندا براتون (در نقش دنیس) - کیرستن کلارک (در نقش ژانت) - ریچارد درینگتون (در نقش آنری) |

| - ایان کاتبرتسون (در نقش گرویس شِوانیکس) - اما فیلدینگ (در نقش روث شِوانیکس) - ریچارد لینترن (در نقش جان لیک) - جرمی نورثام (در نقش هوگو ترنت) | - فیونا واکر (در نقش دوشیزه لینگارد) - زینا واکر (در نقش واندا شِوانیکس) - جان رولف (در نقش دفتردار) - توشکا برگن (در نقش سوزان کاردوِل) | - جیمز گرین (در نقش اِسنل) - درک اسمی (در نقش دلال حراج) - جان کرافت (در نقش لارنس) |

| - ترور کوپر (در نقش اِد اوپالسن) - سراخا کیوسک (در نقش مارگارت اوپالسن) - هرماینی نوریس (در نقش سلستین) - الیزابت رایدر (در نقش گریس ویلسون) - سایمن شپرد (در نقش اندرو خال) - آرتور کاکس (در نقش دکتر هاکر) | - کارل جانسون (در نقش ساندرس) - اندرو کار (در نقش هیوبرت دیواین) - تیم استرن (در نقش باربر) - آیلین دان‌وودی (در نقش جهانگرد) - پیتر کلی (در نقش لاکی لن) | - کالین استپنی (در نقش میهمان) - جیمز مک‌کاسکر (در نقش روزنامه‌نگار) - سایمون مالوی (در نقش جهانگرد) - جو پاول (در نقش جهانگرد) - گراهام رو (در نقش رئیس) |

## فصل ۶ (۱۹۹۶–۱۹۹۴)
از این فصل به بعد، مدت زمان تمامی قسمت‌های سریال به اندازهٔ یک فیلم بلند است.
| - ورنن دابچف (در نقش سایمون لی) - سایمون رابرتس (در نقش آلفرد لی) - کاترین رابت (در نقش لیدیا لی) - آندره برنارد (در نقش مگدلن لی) - برایان گواسپاری (در نقش هَری لی) - ساشا بهار (در نقش پیلار استراوادوس) - ایوب‌خان دین (در نقش هوربری) | - جان هورسلی (در نقش ترسیلیان) - مارک تـَندی (در نقش رئیس‌پلیس هارولد ساگدن) - استیو دیلِـینی (در نقش گروهبان کومز) - اُلگا لو (در نقش استلا) - کریستوفر وبر (در نقش مهماندار قطار) - پیتر هیوز (در نقش آقای چارلتون) - ساشا بهار (در نقش کونچیتا لوپز) | - اریک کارتی (در نقش جرج لی) - اسکات هندی (در نقش سیمون در جوانی) - لیسی بنجامین (در نقش استلا در جوانی) - اسکار پیرس (در نقش گریت) - کالین مردیت (در نقش مغازه‌دار) - جوانا دیکینس (در نقش آشپز) - مایکل کیتس (در نقش پاسبان) |

| - سارا بادل (در نقش خانم فلورانس یوبارد) - ریچل بل (در نقش خانم کریستینا نیکولتیس) - جاناتان فیرث (در نقش نایجل چپمن) - دیمین لوئیس (در نقش لئونارد بیتسون) - دیوید برک (در نقش سِـر آرتور استنلی) - اندی لیندن (بازیگر) (در نقش جورجیوس نیکولتیس) - تری داگن (در نقش قصاب) | - گیلبرت مارتین (در نقش کالین مک‌ناب) - جسیکا لوید (در نقش سیلیا آستین) - پاریس جفرسون (در نقش سَلی فینچ) - الینور موریستون (در نقش والری هاب‌هاوس) - پالی کمپ (در نقش پاتریشیا لین) - گرانویل ساکستون (در نقش آقای جان کاسترمن) | - برنارد لوید (در نقش آقای اندی‌کات) - مارک دنی (در نقش جارو مارچر) - تونی کرک‌وود (در نقش مأمور کنترل گذرنامه) - پیتر گلنسی (در نقش مأمور گمرک) - الک لینستد (در نقش داروساز) - برایان مک‌درموت (در نقش سربازرس) |

| - دیمین تامس (در نقش پال رنولد) - دایان فلچر (در نقش الوئیز رنولد) - ترنس بیسلی (در نقش گابریل استونر) - ریچارد بب (در نقش مفسر خبر) - بلیندا استوارت-ویلسون (در نقش منشی) - بن پالن (در نقش جک رنولد) - سوفی لینفیلد (در نقش مارته دوبری) - کاترین فاهی (در نقش برناردت دوبری) | - جاسینتا مولکاهی (در نقش بلا دووین) - بیل مودی (در نقش ژیرو) - برنارد لیثام (در نقش لوسین بکس) - اندرو ملویل (در نقش دکتر هوت) - هنریتا فوگتس (در نقش لیونی) - جیمز وان (در نقش آدام لتس) - سایمون هولمز (در نقش آپارت‌چی) - رِی گاتنبی (در نقش مسئول ایستگاه) | - رندال هارلی (در نقش قاضی) - پیتر یاپ (در نقش وکیل) - تری ریون (در نقش ولگرد) - مارگارت کلیفتون (در نقش سرایدار) - تیم برینگتون (در نقش گلف‌باز) - هاوارد لی (در نقش گلف‌باز) - کریستوفر هَموند (در نقش پلیس) - جوزف مورتون (در نقش پلیس) |

| - آن موریش (در نقش امیلی آروندل) - پاتریک رایکارت (در نقش چارلز آروندل) - کیت بافری (در نقش تِـرِسا آروندل) - پل هرتسبرگ (در نقش دکتر جیکوب تانیوس) - جولیا سنت جان (در نقش بلا تانیوس) - نورما وست (در نقش ویلهلمینا لاسون) | - جاناتان نیوث (در نقش دکتر جان گرینجر) - موریل پاولو (در نقش جولیا تریپ) - جافری فرش‌واتر (در نقش گروهبان کیلی) - سارا استیونسون (در نقش خانم فینچ) - لیلا هَـریسون (در نقش کاتیا) - پائولین جیمسون (در نقش ایزابلا تریپ) | - توبیاس سنادرز (در نقش آلکسیس) - استیون تاملین (در نقش کشیش محلی) - پت اوتول (در نقش سارا) - جاستین فیلیپس (در نقش مهماندار) - جافری بنکس (در نقش راه‌انداز) - تیم ویلیامز (در نقش آمریکایی) |

## فصل ۷ (۲۰۰۰)
| - الیور فورد دیویس (در نقش دکتر جیمز شپرد) - سلینا کادل (در نقش کارولین شپرد) - مالکوم تریس (در نقش راجر آکروید) - فلورا مونتگومری (در نقش فلورا آکروید) - ویوین هایلبرون (در نقش خانم ورا آکروید) - دیزی بامونت (در نقش اورسولا بورن) | - جیمی بامبر (در نقش رالف پیتون) - رُزالیند بـِیلی (در نقش دوروتی فرارس) - کلایو برانت (در نقش افسر خرد نیروی دریایی) - راجر فراست (در نقش پارکر) - نایجل کوک (در نقش جافری ریموند) - گرگور تروتر (در نقش بازپرس دیویس) - چارلز سایمون (در نقش آقای هموند) | - لیز کتل (در نقش خانم فالیوت) - چارلز اِرلی (در نقش پاسبان جونز) - گراهام چین (در نقش صاحبخانه) - آلیس هارت (در نقش مری) - فیلیپ رینگلی (در نقش پستچی) - فیل اتکینسون (در نقش تد) |

| - هلن گریس (در نقش جین ویلکینسون) - جان کستل (در نقش لرد اجویر) - فیونا آلن (در نقش کارلوتا آدامز) - دامینیک گارد (در نقش برایان مارتین) - دبورا کورنلیوس (در نقش راننده) - هانا یلاند (در نقش جرالدین مارش) | - کریستوفر گارد (در نقش آلتون) - فنلا وولگار (در نقش الیس) - جاناتان آریس (در نقش متصدی پذیرش) - این فریزر (در نقش دونالد راس) - لسلی نایتینگل (در نقش آقای کارول) - ویرجینیا دنهام (در نقش آلیس) - تیم استید (در نقش رونالد مارش) - اَلیزا جیمز (در نقش لوسی آدامز) | - جان کوئنتین (در نقش سِـر مانتگیو کورنر) - جنت هارگریوز (در نقش لیدی کورنر) - تام برد (در نقش دوک مرتون) - مارک بریگنال (در نقش آدیسون) - جان هارت دایک (در نقش تامسون) - روری فرث (در نقش پادو) - نیکُلا مایکلز (در نقش کارمند فرودگاه) |

## فصل ۸ (۲۰۰۲–۲۰۰۱)
| - مایکل هیگز (در نقش پاتریک رِدفرن) - تامزین مالسون (در نقش کریستین رِدفرن) - لوئیس دلامیر (در نقش آرلنا استوارت-مارشال) - کرولاین پیکلز (در نقش امیلی بروستر) - راسل تووی (در نقش لایونل مارشال) - مارشا فیتزالن (در نقش رزاموند دارنلی) - رزالیند مارچ (در نقش خانم کسل) - گرانت گیلسپی (در نقش جک لاوت) - پل رِدی (در نقش ویلیام) | - راجر آلبرو (در نقش سرپاسبان وستون) - مایکل هیگز (در نقش ادوارد دِوِریل) - تامزین مالسون (در نقش جین مارتیندیل) - دیوید مالینسون (در نقش کنث مارشال) - تیم میتس (در نقش کشیش استیون لین) - ایان تامسون (در نقش سرگرد بَـری) - دیوید تیمسون (در نقش هوراس بلات) - ربکا جانسون (در نقش گلیدیس ناراکات) - جیسون دیویس (در نقش نیتان لوید) | - لارنس مک‌گراندلس جونیور (در نقش سایمون کلسو) - گای وینسنت (در نقش متصدی بار) - هَریت ایست‌کات (در نقش کتابدار) - استیو بنت (در نقش پلیس) - کوین مور (در نقش پزشک قانونی) - کنث گیلبرت (در نقش آقای اپل‌گود) - اندرو مک‌بین (در نقش پیشخدمت) - اندور اشبی (در نقش افسر) |

| - ایان میچل (در نقش رئیس پلیس میت‌لند) - پاندورا کلیفورد (در نقش شیلا میت‌لند) - الکسی کی کمبل (در نقش ژوزف مرکادو) - کریستوفر بوون (در نقش ریچارد کاری) - هشام رستم (در نقش متصدی پذیرش هتل) - ران برگلاس (در نقش دکتر اریک لایدنر) | - باربارا بارنز (در نقش لوئیز لایدنر) - دینا استاب (در نقش اَن جانسون) - جورجینا ساوربی (در نقش ایمی لدران) - جرمی ترنر-ولش (در نقش بیل کلمن) - دبورا پاپلت (در نقش خانم مرکادو) - کریستوفر هانتر (در نقش پدر لاوینی) | - ران برگلاس (در نقش فردریک باسنر) - کامل تعاتی (در نقش مستأجر غیرقانونی) - زهیر برناز (در نقش گروهبان پلیس) - دجب مگری (در نقش قاتل) - حامادی معروفی (در نقش کارگر) - رمزی براری (در نقش عبدالله) |

## فصل ۹ (۲۰۰۴–۲۰۰۳)
| - ریچل استرلینگ (در نقش کارولین کِریل) - آیدان گیلن (در نقش آمیاس کِریل) - ایمی مالینز (در نقش لوسی کِریل) - توبی استیونز (در نقش فیلیپ بلیک) - مارک وارن (در نقش مردیت بلیک) - جولی کاکس (در نقش السا گرینر) | - جما جونز (در نقش دوشیزه ویلیامز) - سوفی وینکلمن (در نقش آنجلا وارن) - تلولا رایلی (در نقش آنجلای جوان) - پاتریک مالاهید (در نقش دیپلیچ) - آنت بدلند (در نقش خانم اسپریگز) - راجر برایرلی (در نقش قاضی) | - ملیسا سافیلد (در نقش لوسی در جوانی) - لاتی آنوین (در نقش کارولین در جوانی) - دارین اسمیت (در نقش آمیاس در جوانی) - یاسک بلینسکی (در نقش فیلیپ در جوانی) - جوئل دی تمپرلی (در نقش مردیت در جوانی) - ریچارد تورسون (در نقش هالینگ‌هرست) |

| - الیزابت درمت والش (در نقش الینور کارلایل) - روپرت پنری-جونز (در نقش رادی وینتر) - کلی رایلی (در نقش مری جرارد) - پل مک‌گان (در نقش دکتر پیتر لُرد) | - فیلیس لوگان (در نقش پرستار هاپکینز) - دایانا کوئیک (در نقش خانم لورا ولمن) - تیموتی کارلتون (در نقش قاضی) - استوارت لنگ (در نقش تد هورلیک) - جک گالووی (در نقش مارسدن) | - جافری بیورز (در نقش سدون) - ماریون اودوآیر (در نقش پرستار اوبراین) - لیندا اسپریر (در نقش خانم بیشاپ) - الیستر فیندلی (در نقش مشاور دادسرا) - لوئیز کالاهان (در نقش خدمتکار هانتربری) |

| - جیمز فاکس (در نقش سرهنگ ریس) - جی‌جی فیلد (در نقش سایمون دویل) - امیلی بلانت (در نقش لینت ریج‌وی-دویل) - اما گریفیتس مالین (در نقش ژاکلین دو بلفور) - دیوید سول (در نقش اندرو پنینگتون) | - جودی پارفیت (در نقش ماری وان اسکایلر) - دیزی دونوون (در نقش کورنلیا رابسون) - باربارا فلاین (در نقش خانم آلرتون) - دانیل لاپاین (در نقش تیم آلرتون) - فرانسیس د لا تور (در نقش سالومه اوتربورن) | - زوئی تلفورد (در نقش رُزالی اوتربورن) - اَلیستر مکنزی (در نقش آقای فرگوسن) - استیو پمبرتون (در نقش دکتر بسنر) - فلیسیته دو ژو (در نقش لوئیز بورژه) - جرج یاسومی (در نقش مدیر کشتی) - الودی کندال (در نقش جوانا ساوث‌وود) |

| - جاناتان کیک (در نقش دکتر جان کریستو) - مگان دادز (در نقش هنریتا ساورنیک) - کلیر پرایس (در نقش گردا کریستو) - ادوارد هاردویک (در نقش سِـر هنری آنگکتال) - سارا مایلز (در نقش لیدی لوسی آنگکتال) - جیمی دی کورسی (در نقش ادوارد آنگکتال) | - لایست آنتونی (در نقش ورونیکا کِری) - تام جرجسون (در نقش بازپرس گرینج) - ادوارد فاکس (در نقش گاجن) - پائولا جیکوبس (در نقش خان پیراستاک) - تریسا چرچر (در نقش السی پترسون) - لوسی برایرس (در نقش بریل کالینز) | - کارولین مارتین (در نقش میج هاردکسل) - دیل رپلی (در نقش گروهبان کومس) - هریت کابولد (در نقش سیمونس) - اندرو واتسون (در نقش افسر جوان) - ایان تالبوت (در نقش ویکتور سیمس) - آنجلا کارن (در نقش فرانسیس سیمس) |

## فصل ۱۰ (۲۰۰۶)
| - الیوت گولد (در نقش روفوس وان آلدین) - لینزی دانکن (در نقش لیدی تمپلین) - تام هارپر (در نقش کورکی تمپلین) - آلیس ایو (در نقش لنوکس تمپلین) - جیمی موری (در نقش روث کترینگ) - جیمز دارسی (در نقش دِرِک کترینگ) | - نیکلاس فارل (در نقش سرگرد ریچارد نایتون) - برونا گالاگر (در نقش اِیدا میسون) - جرجینا رایلنس (در نقش کاترین گری) - الیور میلبرن (در نقش کُنت دو لا روش) - ژوزت سایمون (در نقش میرال میلسی) | - راجر لوید-پک (در نقش بازپرس کاکس) - جین هاو (در نقش بانویی در مهمانی) - ساموئل جیمز (در نقش مهماندار) - هلن لینزی (در نقش خواهر راهبه رزالیا) - اِتلا پاردو (در نقش دولورس) |

| - الکساندر صدیق (در نقش آقای شایتنا) - تریستان جمیل (در نقش سرگرد دسپارد) - الکس جنینگز (در نقش دکتر رابرتس) - لسلی منویل (در نقش خانم لوریمر) - لیندزی مارشال (در نقش اَن مردیت) - رابرت پیو (در نقش سرهنگ هیوز) | - دیوید وست‌هد (در نقش رئیس‌پلیس جیم ویلر) - هانیساکل ویکس (در نقش ردا دیوز) - لوسی لیمن (در نقش دوشیزه بورجیس) - فیلیپ بوون (در نقش آقای لاکسمور) - کوردلیا بگیا (در نقش خانم لاکسمور) | - زیگی الیسون (در نقش دوروتی کراداک) - جنی اوگل‌وی (در نقش میلی) - داگلاس ریث (در نقش سرژ مورو) - جیمز آلپر (در نقش پیشخدمت شیتانا) - فیلیپ رایت (در نقش گروهبان اوکانر) |

| - رابرت بثرست (در نقش گیلبرت انت‌ویسل) - جرالدین جیمز (در نقش هلن اَبرِنتی) - مایکل فاسبندر (در نقش جرج اَبرِنتی) - جولین اوندن (در نقش مایکل شِین) - فیونا گلسکات (در نقش رزاموند شِین) - مونیکا دولان (در نقش دوشیزه گیل‌کریست) | - لوسی پانچ (در نقش سوزانا هندرسون) - بنجامین ویترو (در نقش تیمونی اَبرِنتی) - آنا کالدر-مارشال (در نقش ماد اَبرِنتی) - ویلیام راسل (در نقش لنس‌کوم) - کوین دویل (در نقش بازرپرس مورتون) - دومینیک جفکات (در نقش دکتر لارابی) | - آنتونی ولنتاین (در نقش جووانی گالاچو) - جان کارسون (در نقش ریچارد اَبرِنتی) - مونیکا دولان (در نقش کورا گالاچو) - آنابل شولی (در نقش دوشیزه سورل) - فیلیپ آنتونی (در نقش کشیش) - ویکی آگدن (در نقش جنت) |

| - جنی اگاتر (در نقش آدلا مارچ‌مانت) - آماندا دوژ (در نقش لین مارچ‌مانت) - پاتریک بالادی (در نقش رولی کلود) - اوا برتیستل (در نقش رزالین کلود) - الیوت کووان (در نقش دیوید هانتر) - پیپ تورنس (در نقش جرمی کلود) | - پنی داونی (در نقش فرانسیس کلود) - سلیا ایمری (در نقش کیتی کلود-وودوارد) - تیم پیگات-اسمیت (در نقش دکتر لایونل وودوارد) - ریچارد هُـپ (در نقش رئیس پلیس هارولد اسپنس) - نیکلاس لو پریوو (در نقش سرگرد پورتر) | - الیزابت اسپرینگز (در نقش خانم لیدبتر) - تیم وودوارد (در نقش ایناک آردن) - تیم وودوارد (در نقش چارلز ترنتون) - ریچارد دوردن (در نقش پب‌مارش) - کلیر هکت (در نقش بئاتریس لیپینکات) - مارتا بارنت (در نقش ترو روسالین) |

## فصل ۱۱ (۲۰۰۹–۲۰۰۸)
| - جو ابسولوم (در نقش جیمز بنتلی) - سارا اسمارت (در نقش ماد ویلیامز) - پال ریس (در نقش رابین آپ‌وارد) - سیان فیلیپس (در نقش خانم لورا آپ‌وارد) - سایمن شپرد (در نقش دکتر رندل) - آماندا روت (در نقش شیلا رندل) - روث گمل (در نقش دوشیزه سوئیتی‌من) | - راکل کسیدی (در نقش موریس سامرهیس) - ریچارد دیلن (در نقش سرگرد سامرهیس) - مری استاکلی (در نقش ایو کارپنتر) - ریچارد لینترن (در نقش گای کارپنتر) - ریچارد هُـپ (در نقش رئیس‌پلیس هارولد اسپنس) | - کاترین راسل (در نقش پاملا هورسفال) - پال ریس (در نقش اِوِلین هپ) - اِما اِیموس (در نقش بسی برچ) - بیلی گرتی (در نقش جو برچ) - سایمون مالوی (در نقش قاضی منطقه) - لکسی لمبرت (در نقش ایوا کین) |

| - هریت والتر (در نقش هانوریو بالسترود) - الیزابت برینگتون (در نقش گریس اسپرینگر) - سوزان وولدریج (در نقش دوشیزه چادویک) - کلر اسکینر (در نقش آیلین ریچ) - کارول مک‌ریدی (در نقش السپت جانسون) - میراندا ریسون (در نقش آنژل بلانش) - ناتاشا لیتل (در نقش اَن شاپلند) | - آماندا ابینگتون (در نقش دوشیزه بلیک) - آدام کرواسدل (در نقش آدام گودمن) - پیپا هیوود (در نقش خانم آپجان) - راجی جیمز (در نقش شاهزاده علی یوسف) - آمارا کاران (در نقش شاهدخت شایسته) - آنتون لسر (در نقش بازپرس کلسی) - جو وودکاک (در نقش جنیفر ساتکلیف) | - جین هاو (در نقش لیدی ورونیکا) - کیتی لیانگ (در نقش هسویی تای وان) - جورجی گلن (در نقش خانم فوربز) - دان گالاگر (در نقش آقای فوربز) - جورجیا کورنیک (در نقش پاتریشیا فوربز) - لوئیس اِدمیت (در نقش جولیا آپجان) - آدام دی ویل (در نقش باب رالینسون) |

| - جمایما روپر (در نقش نورما رستاریک) - متیلدا استاریج (در نقش فرانسیس کیری) - کلمنسی برتن-هیل (در نقش کلودیا ریس-هالند) - جیمز ویلبی (در نقش اندرو رستاریک) - پیتر بولز (در نقش سِـر رادریک هورس‌فیلد) - لوسی لیمن (در نقش سونیا بنسون) | - تام میسون (در نقش دیوید بیکر) - جان وارنابی (در نقش سربازرس نلسون) - هیدن گوین (در نقش دوشیزه بترسبی) - جیمز ویلبی (در نقش رابرت اورول) - کارولین اونیل (در نقش نانی لاوینیا سیگرام) - تیم استرن (در نقش اَلْف رِنی) | - سایمون هیل (در نقش مأمور کنترل بلیط اتوبوس) - ایزابل گونزالس (در نقش پرستار) - شان کینگزلی (در نقش پلیس) - جید لتنگلی (در نقش نورما رستاریک در جوانی) - جولیت هاولند (در نقش مری رستاریک) - تسا بل-بریگز (در نقش دافنه، پیشخدمت) |

| - تیم کوری (در نقش لرد بوینتن) - شریل کمبل (در نقش لیدی لئونورا بوینتن) - تام رایلی (در نقش ریموند بوینتن) - اِما کانیف (در نقش کارول بوینتن) - جان هانا (در نقش دکتر تئودور جرالد) - الیزابت مک‌گاورن (در نقش سیلیا وست‌هولم) | - مارک گیتیس (در نقش لئونارد بوینتن) - کریستینا کول (در نقش دکتر سارا لانگ) - پل فریمن (در نقش سرهنگ کاربری) - کریستیان مک‌کی (در نقش جفرسون کوپ) - بث گدارد (در نقش خواهر راهبه اَگنیه‌شکا) - آنجلا پلزنس (در نقش پرستار بچه تیلور) | - زویی بویل (در نقش جینی بوینتن) - جواد العالمی (در نقش کارگر) - عبدالقادر عیزون (در نقش سرایدار) - بدری منصور (در نقش راننده تاکسی) - زکریا عاطفی (در نقش محمود) |

## فصل ۱۲ (۲۰۱۱–۲۰۱۰)
| - مارتین شا (در نقش سِـر چارلز کارت‌رایت) - آرت ملک (در نقش سِـر بارتولومی استرینج) - کیت اشفیلد (در نقش موریل ویلیس) - کیمبرلی نیکسون (در نقش اِگ لایتون گور) - جین اشر (در نقش لیدی مری لایتون گور) - تام ویزدم (در نقش آلیور مندرس) | - سوزان برتیش (در نقش دوشیزه میل‌ری) - رونان ویبرت (در نقش سروان دِرک داکرس) - آناستازیا هیلی (در نقش سینتیا داکرس) - آنا کارترت (در نقش خانم بابینگتون) - تونی موزلی (در نقش رئیس‌پلیس کراس‌فیلد) | - فیبی فاکس (در نقش سرپرستار) - نایجل پگرام (در نقش کشیش استیون بابینگتون) - جودی مک‌نی (در نقش آنی) - مایکل هابز (در نقش پزشک قانونی) - جیمز هوران (در نقش پسرک فرانسوی) |

| - آملیا بالمور (در نقش جودیت باتلر) - دبورا فیندلی (در نقش روونا دِرِیک) - جورجیا کینگ (در نقش فرانسیس دِرِیک) - ایان هالارد (در نقش ادموند دِرِیک) - جولیان رایند-تات (در نقش مایکل گارفیلد) - سوفی تامپسون (در نقش خانم رینولدز) | - اریک سایکس (در نقش آقای فولرتون) - فنلا وولگار (در نقش الیزابت ویتاکر) - تیموتی وست (در نقش کشیش کاترِل) - پائولا دیونیزوتی (در نقش خانم گودبادی) - فیلیدا لاو (در نقش خانم لوئیز لوولین-اسمایت) | - ورا فیلاتووا (در نقش اُلگا سمینوف) - مری هیگینز (در نقش میراندا باتلر) - پل تورنلی (در نقش بازپرس رَگلِـن) - میسی نیمن (در نقش جویس رینولدز) - ریچارد برسلین (در نقش لئوپولد رینولدز) |

| - توبی جونز (در نقش ساموئل رچت) - جسیکا چستین (در نقش مری دبن‌هام) - دیوید موریسی (در نقش جان جان آرباث‌نات) - آیلین اتکینز (در نقش شاهدخت ناتالیا دراگومیروف) - سوزان لوتار (در نقش هیلدگارد اشمیت) - هیو بونه‌ویل (در نقش ادوارد مسترمن) | - باربارا هرشی (در نقش کارولین هوبارد) - برایان جی اسمیت (در نقش هکتور مک‌کوئین) - ماری-ژوزه کروز (در نقش گرتا اولسون) - جوزف ماول (در نقش آنتونیو فوسکارلی) - استنلی وبر (در نقش کُنت آندرنیانی) - النا ساتینی (در نقش کُنتس آندرنیانی) | - ساموئل وست (در نقش دکتر کُنستانتین) - دونی منوشه (در نقش پی‌یر میشل) - سام کرین (در نقش ستوان بلانچ‌فلاور) - سرژ آزاناویسیوس (در نقش زاویه بو) - تریستان شپرد (در نقش ستوان موریس) - استوارت اسکودامور (در نقش سرایدار) |

| - تام برک (در نقش ستوان کالین ریس) - جیمی وینستون (در نقش شیلا وب) - آنا مسی (در نقش میلیسنت پبمارش) - لسلی شارپ (در نقش دوشیزه کیتی مارتیندیل) - شینید کینان (در نقش نورا برنت) - فیل دنیلز (در نقش بازپرس هاردکسل) - استیون باکسر (در نقش کریستوفر مابوت) - فرانسس باربر (در نقش مرلینا رایول) | - جفری پالمر (در نقش دریاسالار هاملینگ) - بیتی ادنی (در نقش خانم همینگز) - جیسون واتکینز (در نقش جو بِلَند) - تسا پیک-جونز (در نقش والری بِلَند) - اَبیگیل ثا (در نقش ریچل واترهاوس) - گای هنری (در نقش متیو واترهاوس) - اولیویا گرانت (در نقش آنابل لارکین) | - آنا اسکلرن (در نقش فیونا هَـنبری) - اندرو هاویل (در نقش سُون یرسون) - ویکتوریا ویکس (در نقش خانم سوین‌برن) - فیبی استریک‌لند (در نقش مِی مابوت) - ایزابل پاریس (در نقش جنی مابوت) - اندرو فوربز (در نقش پروفسور پردی) - بن رایتون (در نقش پاسبان جنکینز) |

## فصل ۱۳ (۲۰۱۳)
| - ایدرین لوکیس (در نقش ژنرال الیستر رِیونسکرافت) - آنابل مالیون (در نقش لیدی مارگارت رِیونسکرافت) - ونسا کربی (در نقش سیسلیا رِیونسکرافت) - فردیناند کینگزلی (در نقش دزموند برنتون کاکس) | - گرتا اسکاکی (در نقش خانم برتون-کاکس) - ایان گلن (در نقش دکتر دیوید ویلوبی) - کلیر کاکس (در نقش دوروتا جارو) - کارولین بلکیستن (در نقش جولیا کارستیرز) - روت شین (در نقش مادام رُزنتل) - هیزل داگلاس (در نقش خانم میچام) - مَـکسین اِوِنس (در نقش خانم باکل) | - وینسنت رگان (در نقش کارآگاهِ بازرپرس بیل) - دنی وب (در نقش رئیس پلیس گارووی) - الکساندرا دالینگ (در نقش ماری مک‌درمت) - السا مولین (در نقش زیلی روسل) - جو-آن استاکهام (در نقش خانم ویلوبی) |

| - مایکل کالکین (در نقش دکتر ایوان ساوارانوف) - پاتریشا هاج (در نقش رژین اولیویه) - سارا پَـریش (در نقش فلوسی مونرو) - استیون پیسی (در نقش استیون پینتر) - تِـرسا بَـنهام (در نقش دایانا پینتر) - سایمون لو (در نقش دکتر کوئنتین) | - جک فارذینگ (در نقش جرالد پینتر) - تام بروک (در نقش لارنس باسول تایسو) - نیکلاس برنز (در نقش بازرپرس مِـدوس) - نیکلاس دی (در نقش جان اینگلس) - سایمون لو (در نقش کلود دارل) - ایان هالارد (در نقش مرکوشیو) | - جیمز کارول جردن (در نقش اِیب رایلند) - پیتر ساموندس (در نقش جاناتان والی) - باربارا کربی (در نقش بتسی اندروز) - الکس پالمر (در نقش رابرت گرانت) - لو برودبنت (در نقش میبل پالمر) |

| - شان پرتوی (در نقش سِـر جرج استابز) - استفانی لئونیداس (در نقش هتی استابز) - شینید کیوسک (در نقش ایمی فولیات) - ربکا فرانت (در نقش آماندا بروویس) - مارتین جرویس (بازیگر) (در نقش سروان جیم واربرتون) - رزالیند ایرز (در نقش خانم اینید واربرتون) - جیمز آندرسون (در نقش مایکل وِیمن) | - دانیل ویمن (در نقش آلک لگ) - اِما هَـمیلتون (در نقش سالی لگ) - سم کلی (در نقش جان مِـردل) - تام الیس (در نقش کارآگاه بازرپرس بِلَند) - نیکلاس وودسان (در نقش گروهبان هاسکینز) - شان پرتوی (در نقش جیمز فولیات) - استفانی لئونیداس (در نقش دختر ایتالیایی) | - الیوت بارنز وُرل (در نقش اِتین دو سوزا) - اِلا گراتی (در نقش مارلین تاکر) - اینجل ویتنی (در نقش گرتی تاکر) - کریس گوردون (در نقش استن بیکفورد) - ریچارد دیکسون (در نقش هندن) - فرانچسکا زوتول (در نقش دختر کوهنورد هلندی) |  |  |

| - ارلا بریدی (در نقش کًنتس ورا روساکوف) - النور تاملینسون (در نقش آلیس کانینگهام) - روپرت اوانس (در نقش هارولد وارینگ) - سیمون کالو (در نقش دکتر هاینریش لوتس) - نایجل لینزی (در نقش فرانچسکو ریساتو) - مارون کریستی (در نقش اِلسی کلایتون) - تام ولاشیها (در نقش آقای شوارتس) | - فیونا اوشانسی (در نقش کاترینا ساموشنسکا) - نیکلاس مک‌گِـیهی (در نقش بازپرس لومانتِـی) - پاتریک رایکارت (در نقش سِـر آنتونی مورگان) - تام چدبان (در نقش دکتر برتون) - استیون فراست (در نقش سربازرس) | - سندی مک‌دید (در نقش آنابل رایس) - تام آستن (در نقش تد ویلیامز) - لورنا نیکسون براون (در نقش لوسیندا لو موزوری) - ریچارد کاتز (در نقش گوستاو) - ایزابل میدلتون (در نقش پلیس زن) |

| - شان دینگوال (در نقش دکتر جان فرانکلین) - آنا مادلی (در نقش باربارا فرانکلین) - کلیر کیلان (در نقش پرستار کریون) - فیلیپ گلنیستر (در نقش سِـر ویلیام بوید-کارینگتون) | - جان استندینگ (در نقش سرهنگ توبی لوترل) - ان رید (در نقش دیزی لوترل) - آلیس اور-ایوینگ (در نقش جودیت هیستینگز) - هلن بکسندیل (در نقش الیزابت کُل) | - متیو مک‌نالتی (در نقش سرگرد آلرتون) - آیدان مک‌آردل (در نقش استیون نورتون) - آدام انگلندر (در نقش کورتیس) - گرگوری کاکس (در نقش پزشک قانونی) |